# Wladimirow KPW
Das KPW (Krupnokalibernyj Pulemjot Wladimirowa, russisch КПВ: Крупнокалиберный пулемёт Владимирова) ist ein überschweres Maschinengewehr, das in der Sowjetunion entwickelt wurde.
Das KPW wurde zu Beginn der 1940er-Jahre entwickelt und ist trotz des Alters weit verbreitet.

## Technik
Das KPW ist ein Rückstoßlader, die Verriegelung erfolgt durch einen Drehkopfverschluss. Charakteristische Merkmale der Waffe sind der gelochte Laufmantel sowie der trichterförmige Rückstoßverstärker an der Laufmündung, der das Zurückgleiten des Laufes und den Ladezyklus unterstützt.
Es verwendet Munition des Kalibers 14,5 × 114 mm.

## Einsatz
Das Maschinengewehr erschien in einer Vielzahl von Varianten und Lafettierungen. Ursprünglich während des Zweiten Weltkrieges als Flieger- und Panzerabwehrwaffe für die sowjetische Infanterie entwickelt, wurde es später in Kampffahrzeugen verwendet. Hier eine Liste der Typen:
- PKP: (Pechotnyj Krupnokalibernyj Pulemjot), Maschinengewehr mit Radlafette für die Infanterie
- KPW: Verwendung in Flugabwehr-Waffen in der ZPU-Serie, hierbei entweder als Einzel (ZPU-1)-, Doppel (ZPU-2)- oder auch Vierlings-MG (ZPU-4) (die Abbildung zeigt eine ZPU-1)
- KPWT: (T für tankowyj), primäre Turmwaffe in Schützenpanzerwagen wie dem BRDM-2 oder Modellen der BTR-Serie (von BTR-50 bis BTR-80)

Das KPW gehörte noch bis zum Ende der 1980er-Jahre zur Standardausrüstung der sowjetischen Streitkräfte. Vor allem in arabischen Armeen wird das Modell noch häufig eingesetzt.